# كونو لورينز
كونو لورينز (بالألمانية: Kuno Lorenz)‏ هو فيلسوف ألماني، ولد في 17 سبتمبر 1932 في Vachdorf ‏ في ألمانيا.